# Nūn
Nūn (ن) – dwudziesta piąta litera alfabetu arabskiego. Używana jest do oznaczenia dźwięku [n], tj. spółgłoski nosowej dziąsłowej dźwięcznej. Pochodzi od fenickiej litery nun.
W języku polskim litera nūn jest transkrybowana za pomocą litery N.
W arabskim systemie liczbowym literze nūn odpowiada liczba 50.

## Postacie litery
| Postać: | izolowana | końcowa | środkowa | początkowa |
| ------- | --------- | ------- | -------- | ---------- |
| Wygląd: | ن‬         | ـن‬      | ـنـ‬      | نـ‬         |

## Kodowanie
| Znak                   | ن                  | ن                  |
| ---------------------- | ------------------ | ------------------ |
| Nazwa w Unikodzie      | Arabic Letter Noon | Arabic Letter Noon |
| Kodowanie              | dziesiątkowo       | szesnastkowo       |
| Unicode                | 1606               | U+0646             |
| UTF-8                  | 217 134            | d9 86              |
| Odwołania znakowe SGML | &#1606;            | &#x0646;           |